# Experimento do peso da alma
O experimento do peso da alma ou também conhecido como experimento de 21 gramas, refere-se a um estudo científico publicado em 1907 por Duncan MacDougall, um médico de Haverhill, Massachusetts. MacDougall formulou a hipótese de que as almas têm peso físico e tentou medir a massa perdida por um ser humano quando a alma deixou o corpo. MacDougall tentou medir a mudança de massa de seis pacientes no momento da morte. Um dos seis indivíduos perdeu três quartos de onça (21,3 gramas).
MacDougall afirmou que seu experimento teria que ser repetido muitas vezes antes que qualquer conclusão pudesse ser obtida. O experimento é amplamente considerado como falho e não científico devido ao pequeno tamanho da amostra, aos métodos usados, bem como ao fato de apenas um dos seis sujeitos atender à hipótese. O caso foi citado como exemplo de notificação seletiva . Apesar de sua rejeição pela comunidade científica, o experimento de MacDougall popularizou o conceito de que a alma tem peso e, especificamente, que pesa 21 gramas.

## Experimento

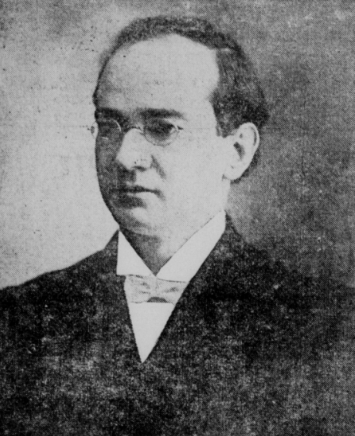
Duncan MacDougall, retratado em 1911

Em 1901, Duncan MacDougall, um médico de Haverhill, Massachusetts, que desejava determinar cientificamente se uma alma tinha peso, identificou seis pacientes em lares de idosos cujas mortes eram iminentes. Quatro sofriam de tuberculose, um de diabetes e um de causas não especificadas. MacDougall escolheu especificamente pessoas que sofriam de condições que causavam exaustão física, pois precisava que os pacientes permanecessem imóveis quando morressem para medi-los com precisão. Quando os pacientes pareciam estar à beira da morte, toda a sua cama foi colocada em uma escala de tamanho industrial que era sensível a dois décimos de onça (5,6 gramas). Acreditando que os humanos têm alma e os animais não, MacDougall mediu mais tarde as mudanças no peso de quinze cães após a morte. MacDougall disse que gostaria de usar cães doentes ou morrendo para fazer o experimento, embora não tenha conseguido encontrar nenhum. Portanto, presume-se que ele envenenou cães saudáveis.

### Resultados
Um dos pacientes perdeu peso, mas depois recuperou o peso, e dois dos outros pacientes perderam peso na morte, mas alguns minutos depois perderam ainda mais peso. Um dos pacientes perdeu "três quartos de onça" (21,3 gramas) de peso, coincidindo com a hora da morte. MacDougall desconsiderou os resultados de outro paciente, alegando que as escalas "não estavam bem ajustadas", e descontou os resultados de outro porque o paciente morreu enquanto o equipamento ainda estava sendo calibrado. MacDougall relatou que nenhum dos cães perdeu peso após a morte.
Embora MacDougall acreditasse que os resultados de seu experimento mostravam que a alma humana poderia ter peso, seu relatório, que não foi publicado até 1907, afirmava que o experimento teria de ser repetido muitas vezes antes que qualquer conclusão pudesse ser obtida.

## Reação

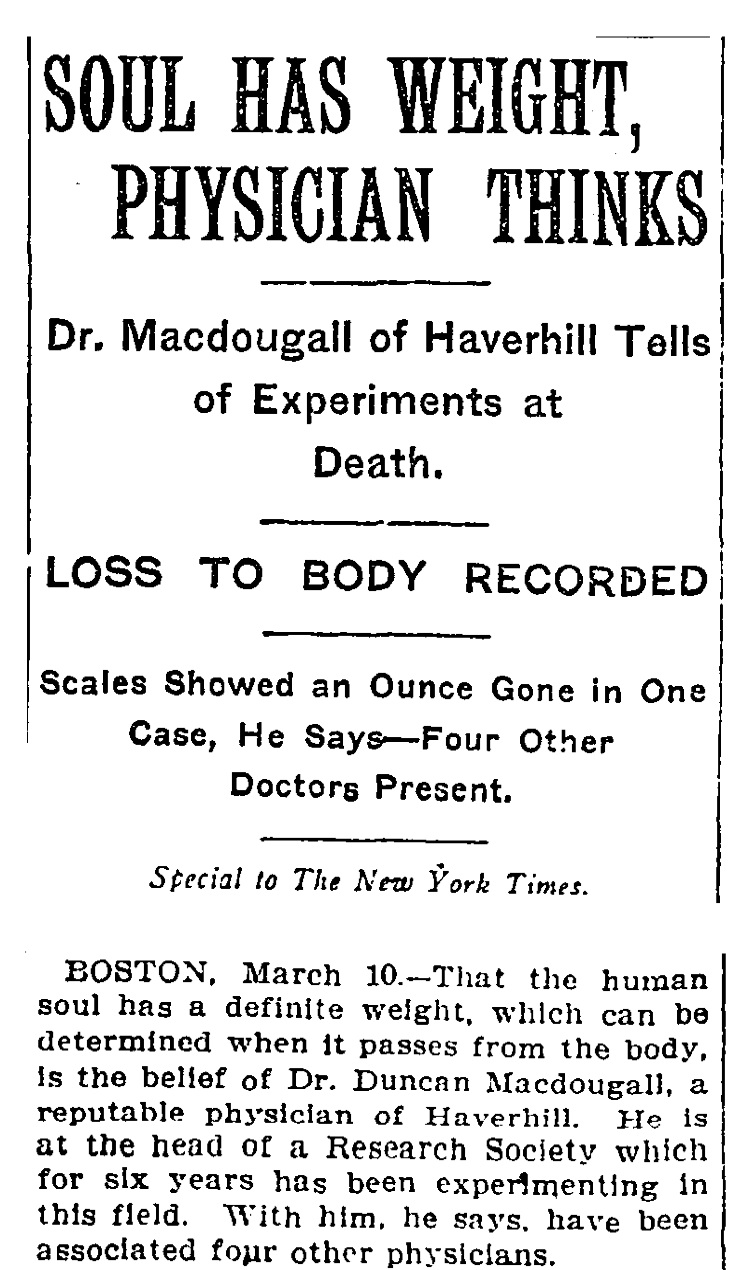
Artigo do New York Times de 11 de março de 1907

Antes que MacDougall pudesse publicar os resultados de seus experimentos, o New York Times divulgou a história em um artigo intitulado "A alma tem peso, o médico pensa". Os resultados de MacDougall foram publicados em abril do mesmo ano no Journal ofthe American Society for Psychical Research, e no jornal médico American Medicine .

### Crítica
Após a publicação do experimento na American Medicine, o médico Augustus P. Clarke criticou a validade do experimento. Clarke notou que, no momento da morte, ocorre um aumento repentino na temperatura corporal, pois os pulmões não estão mais resfriando o sangue, causando um aumento subsequente na transpiração, o que poderia ser facilmente responsável pelos 21 gramas de MacDougall ausentes. Clarke também destacou que, como os cães não têm glândulas sudoríparas, eles não perderiam peso dessa maneira após a morte. A crítica de Clarke foi publicada na edição de maio da American Medicine . Discussões entre MacDougall e Clarke debatendo a validade do experimento continuaram a ser publicadas no jornal até pelo menos dezembro daquele ano. O experimento de MacDougall foi rejeitado pela comunidade científica, E o psicólogo Bruce Hood escreveu que "como a perda de peso não era confiável ou replicável, suas descobertas não eram científicas". O professor Richard Wiseman disse que, dentro da comunidade científica, o experimento está confinado a uma "grande pilha de curiosidades científicas rotuladas como 'quase certamente falsas'".
Um artigo de Snopes em 2013 disse que o experimento tinha falhas porque os métodos usados eram suspeitos, o tamanho da amostra era muito pequeno e a capacidade de medir mudanças de peso muito imprecisa, concluindo: "não se deve dar crédito à ideia que seus experimentos provaram algo, quanto mais que mediram o peso da alma em 21 gramas." O fato de que MacDougall provavelmente envenenou e matou quinze cães saudáveis em uma tentativa de apoiar sua pesquisa também foi uma fonte de crítica.

### Rescaldo
Em 1911, o New York Times relatou que MacDougall esperava realizar experimentos para tirar fotos de almas, mas ele parece não ter continuado nenhuma pesquisa adicional na área e morreu em 1920. Seu experimento não foi repetido.

## Experimentos semelhantes
Em dezembro de 2001, o físico Lewis E. Hollander Jr. publicou um artigo no Journal of Scientific Exploration, onde exibiu os resultados de um experimento semelhante. Ele testou o peso de um carneiro, sete ovelhas, três cordeiros e uma cabra no momento da morte, procurando explorar as supostas descobertas de MacDougall. Seu experimento mostrou que sete das ovelhas adultas variaram o peso ao morrer, mas não perdendo, mas ganhando uma quantidade de 18 a 780 gramas, que foi perdida novamente com o tempo até retornar ao seu peso inicial. Em 2009, o experimento de Hollander Jr. foi submetido à revisão crítica de Masayoshi Ishida no mesmo jornal. Ishida descobriu que a afirmação de Hollander de um ganho transitório de peso "não era uma expressão apropriada do resultado experimental", embora ele admitisse "a causa do evento de força ainda precisa ser explicada". Ele também alertou sobre possíveis problemas de funcionamento da plataforma de pesagem em dois dos casos.
Inspirado da mesma forma pela pesquisa de MacDougall, o médico Gerard Nahum propôs em 2005 um experimento de acompanhamento, baseado na utilização de uma série de detectores eletromagnéticos para tentar captar qualquer tipo de energia que escapasse no momento da morte. Ele se ofereceu para vender sua ideia aos departamentos de engenharia, física e filosofia de Yale, Stanford e Duke University, bem como à Igreja Católica, mas foi rejeitado.

## Na cultura popular
Apesar de ser rejeitado como fato científico, o experimento de MacDougall popularizou a ideia de que a alma tem peso e,especificamente, que pesa 21 gramas. Mais notavelmente, '21 Gramas 'foi considerado o título de um filme em 2003, que faz referência ao experimento. O conceito de uma alma pesando 21 gramas é mencionado em várias mídias, incluindo uma edição de 2013 do mangá Gantz,  um podcast de 2013 de Welcome to Night Vale e o filme de 2015 The Empire of Corpses . Músicas intituladas "21 Gramas" que fazem referência ao peso de uma alma foram lançadas por Niykee Heaton (2015), Fedez (2015), August Burns Red (2015) e os Thundamentals (2017). Travis Scott faz referência ao conceito na música "No Bystanders", lançada em 2018. MacDougall e seus experimentos são mencionados explicitamente no documentário de 1978, Beyond and Back, e no episódio cinco da primeira temporada de Dark Matters: Twisted But True . Um cientista americano fictício chamado "Mr. MacDougall" aparece no romance de Gail Carriger de 2009, Soulless, como um especialista em peso e medição de almas.